# Nikolaus Robert-Tornow
Nikolaus Robert-Tornow (* 21. Juni 1886 in Labiau; † 14. März 1957 in Goslar) war ein preußischer Verwaltungsjurist und Landrat im Kreis Preußisch Holland (1919–1933), Provinz Ostpreußen.

## Leben
Nikolaus Robert-Tornow war der Sohn des Landrats Karl Robert-Tornow.
Er wurde als Jurist 1908 Gerichtsreferendar und zwei Jahre später Regierungsreferendar. 1914 wurde er Regierungsassessor und Hilfsarbeiter bei einem Landrat. Als kommissarischer Landratsamtsverwalter von Preußisch Holland war er ab 1916 eingesetzt. Im gleichen Jahr promovierte er an der Albertus-Universität zu Königsberg mit dem Thema Verwaltungsrechtliche Wege städtischer Bodenpolitik und ihre wirtschaftliche Bedeutung.
Von 1919 bis 1933 war er Landrat des Kreises Preußisch Holland. Am 23. Januar 1933 wurde er in den sofortigen einstweiligen Ruhestand versetzt. Bis Februar 1934 war er bei der Regierung Aurich und wurde im Mai 1934 in den Ruhestand versetzt.
Am 21. April 1922 heiratete er in Goslar Adelheid von Schweinitz (* 1887).